# Glaucias

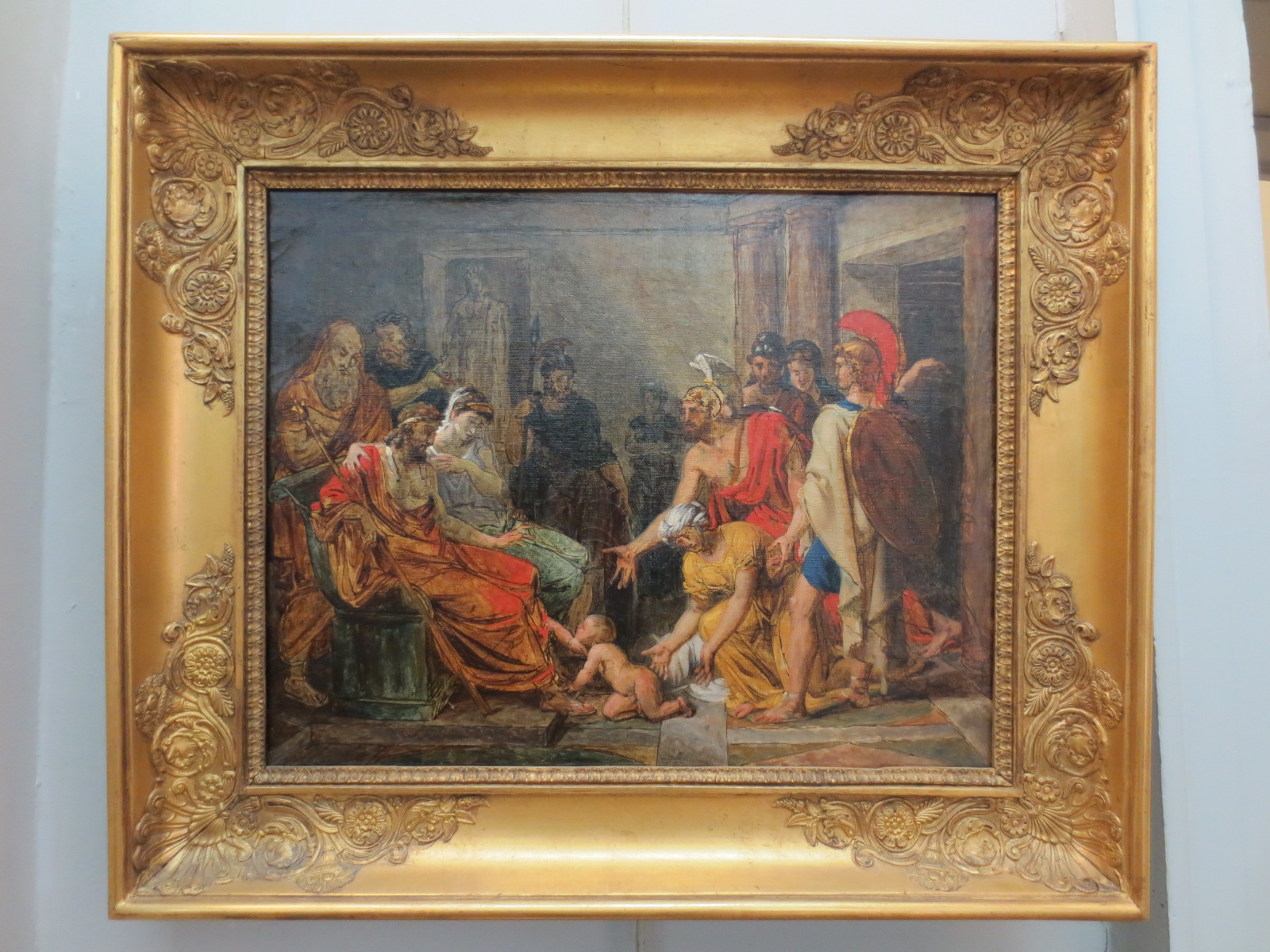

Glaucias fue un rey de la tribu iliria de los taulantios. Gobernó durante y después del reinado de Alejandro Magno. En 314 a. C. fue depuesto por Casandro, uno de los diádocos. Casandro quería las ciudades de Dirraquio y Apolonia de Iliria para Macedonia, por lo que obligó firmar a Glaucias un tratado en el que pedía la paz a los macedonios y sus aliados griegos. 
Dio asilo a Pirro de Epiro, un príncipe originario de Molosia, cuando su padre, Eácides, fue expulsado del Epiro, y luego lo restableció en el trono. El antiguo historiador Flavio Arriano asegura que Glaucias sacrificó tres muchachos, tres muchachas y tres carneros antes de su enfrentamiento con Alejandro Magno.